# Surface Transportation Board
Das Surface Transportation Board (STB) ist die seit dem 1. Januar 1996 bestehende amerikanische Regulierungsbehörde für alle Transportdienstleistungen mit Ausnahme des Flugverkehrs.
Sie wurde 1995 durch den Interstate Commerce Commission Termination Act begründet und ersetzte die bis dahin bestehende Interstate Commerce Commission (ICC), die diese Funktion bereits seit 1887 innehatte. Das Surface Transportation Board hat jedoch eine wesentlich geringere Aufgabenpalette. Die Neugründung resultierte aus der verbreiteten Unzufriedenheit mit der ICC, der unter anderem einseitige Ausrichtung an den Interessen der Straßengüterverkehrsunternehmen und Versendern vorgeworfen worden war. Hauptkritikpunkt war eine vielfach als wettbewerbsverhindernd beurteilte restriktive Genehmigungspraxis, die den Eisenbahnen echten Wettbewerb weitgehend verwehrte.
Hauptaufgabe des STB ist die Wahrnehmung von Regulierungsaufgaben im Verkehrswesen, vor allem zu Frachttarifen und Unternehmenszusammenschlüssen im Transportbereich, sogenannten Mergers. Ferner besitzt das STB für den Verkehrsträger Eisenbahn auch eine Schiedsgerichtsfunktion gegenüber Güterbahnen und Versendern. Das STB ist in seinen Entscheidungen an keine Weisungen gebunden.
Bis 2015 war die Behörde organisatorisch an das Verkehrsministerium (Department of Transportation (DoT)) angegliedert. Mit Inkrafttreten des Surface Transportation Board Reauthorization Act am 18. Dezember 2015 wurde das STB zu einer unabhängigen Bundesagentur.
In die Zuständigkeit des STB fallen folgende Bereiche:
- Eisenbahn-Tarife und -Service
- Umstrukturierungen im Eisenbahnbereich (Mergers, Streckenverkäufe, Neubaustrecken, Stilllegungen)
- Lkw- und Seeschifffahrtstarife
- Fernbusverkehre (Unternehmensstrukturen, Finanzierungs- und Betriebsangelegenheiten)
- Tarife für Pipelines, soweit diese nicht schon durch die Federal Energy Regulatory Commission reguliert werden.

Das STB hat seinen Sitz in Washington D.C., 395 E Street.

## Leitung der Behörde
Die Behörde wurde von 1996 bis 2015 von einem dreiköpfigen Gremium geleitet, einem Vorsitzenden, einem Stellvertreter und einem Beisitzer. Mit der Gesetzesänderung von 2015 wurden zwei weitere Sitze geschaffen. Ein Sitz wurde erstmals 2019 besetzt.  Von den durch den Senat bestätigten Personen müssen drei (bis 2015 zwei) über Kenntnisse im Transportbereich und in der Regulierung verfügen. Zwei Personen (bis 2015 eine Person) müssen Erfahrungen in der Privatwirtschaft besitzen.
Die Mitglieder diese Gremiums werden für einen 5-Jahres-Zeitraum, der am 31. Dezember endet, bestimmt. Eine Wiederwahl ist möglich. Beendet ein Mitglied des Gremiums vorzeitig seine Berufung, wird für den Rest der Zeit ein Nachfolger bestimmt. Sollte nach dem Ende der regulären Amtszeit kein Nachfolger gefunden sein, kann sich die Amtszeit um ein weiteres Jahr verlängern. Mit der Gründung der STB hatten die Mitglieder des Boards noch folgende restlichen Amtszeiten aus ihrer Mitgliedschaft in der Interstate Commerce Commission: Linda J. Morgan bis zum 31. Dezember 1998, Gus A. Owen bis zum 31. Dezember 1997. Bei J. J. Simmons war die Amtszeit beendet und er befand sich im Übergangsjahr. Bei den 2015 neu geschaffenen Sitzen beginnt die 5-Jahresfrist mit dem nachfolgenden Amtseid nach der erstmaligen Senatsbestätigung zu laufen.
Die Mitglieder werden parteiübergreifend besetzt. Die den Präsidenten stellende Partei hat dabei das Recht, die Mehrheit der Sitze einzunehmen und den Vorsitzenden vorzuschlagen.
Vorsitzende/Vorsitzender des Boards
- Linda J. Morgan (1. Januar 1996 – 26. November 2002)
- Roger Nober (26. November 2002 – 4. Januar 2006)
- W. Douglas Buttrey (5. Januar 2006 – 14. August 2006)
- Charles D. Nottingham (14. August 2006 – 12. März 2009)
- Francis P. Mulvey (kommissarisch 12. März 2009 – 13. August 2009)
- Daniel R. Elliott III. (13. August 2009 – 31. Dezember 2014)[2]
- Deb Miller (kommissarisch 1. Januar 2015 – 26. Juni 2015)
- Daniel R. Elliott III. (26. Juni 2015 – 25. Januar 2017)[2]
- Ann D. Begeman (25. Januar 2017, davon kommissarisch bis zum 19. März 2018– 21. Januar 2021)[3][4]
- Martin J. Oberman (21. Januar 2021 – 10. Mai 2024)
- Robert E. Primus (11. Mai 2024 – 20. Januar 2025)
- Patrick J. Fuchs (ab dem 20. Januar 2025)[5]